# شان تائو
شان تائو (انگلیسی: Shan Tao؛ زادهٔ ۳۱ مهٔ ۱۹۷۰) بازیکن بسکتبال اهل چین بود. وی در بازی‌های المپیک تابستانی ۱۹۹۲ و ۱۹۹۶ شرکت کرده‌است.